# Lasioglossum cucullatum
Lasioglossum cucullatum là một loài Hymenoptera trong họ Halictidae. Loài này được Warncke mô tả khoa học năm 1984.